# Creiddylad
Creiddylad [krei'ðɘlad] ist in der keltischen Mythologie von Wales die Tochter von Lludd Llawereint.

## Mythologie
In der Erzählung Culhwch ac Olwen („Die Geschichte von Culhwch und Olwen“) im Mabinogion ist Creiddylad zwar mit Gwythyr fab Greidiawl verlobt, jedoch kurz vor der Hochzeit wird sie von Gwynn fab Nudd entführt. Den Streit schlichtet König Arthur, indem er bestimmt, dass die beiden Rivalen von nun an bis zum Jüngsten Gericht jeweils am 1. Mai (Beltaine) einen Zweikampf auszutragen hätten. Der endgültige Sieger am Ende der Zeiten erhalte sodann Creiddylad zur Frau.
Creiddylad gilt als Vorbild für die Cordelia in Geoffrey of Monmouths Historia Regum Britanniae und dadurch auch in William Shakespeares König Lear. Die Handlung ist jedoch in beiden Fällen unterschiedlich zur walisischen Sage.